# Karsk (gromada w powiecie inowrocławskim)
Karsk – dawna gromada, czyli najmniejsza jednostka podziału terytorialnego Polskiej Rzeczypospolitej Ludowej w latach 1954–1972.
Gromady, z gromadzkimi radami narodowymi (GRN) jako organami władzy najniższego stopnia na wsi, funkcjonowały od reformy reorganizującej administrację wiejską przeprowadzonej jesienią 1954 do momentu ich zniesienia z dniem 1 stycznia 1973, tym samym wypierając organizację gminną w latach 1954–1972.
Gromadę Karsk z siedzibą GRN w Karsku utworzono – jako jedną z 8759 gromad na obszarze Polski – w powiecie inowrocławskim w woj. bydgoskim, na mocy uchwały nr 24/7 WRN w Bydgoszczy z dnia 5 października 1954. W skład jednostki weszły obszary dotychczasowych gromad Brześć, Karsk, Ostrówek, Popowo, Złotowo, Kobylnica i Ostrowo n/Gopłem ze zniesionej gminy Chełmce w tymże powiecie. Dla gromady ustalono 23 członków gromadzkiej rady narodowej.
Gromadę zniesiono 31 grudnia 1961, a jej obszar włączono do gromady Chełmce w tymże powiecie.